# Amakusanthura botosaneanui
Amakusanthura botosaneanui là một loài chân đều trong họ Anthuridae. Loài này được Negoescu miêu tả khoa học năm 2004.